# كارلوس دلفينو
كارلوس دلفينو (بالإسبانية: Carlos Delfino)‏ مواليد 29 أغسطس 1982، هو لاعب كرة سلة أرجنتيني بدأ مسيرته الاحترافية في سنة 1998. يبلغ طوله 6 قدم 6 بوصة (2.0 م).

## فرق لعب لها
- ديترويت بيستونز
- تورونتو رابتورز
- ميلووكي باكز
- هيوستن روكتس
- ميلووكي باكز

## الميداليات
| الميدالية | المسابقة                             |
| --------- | ------------------------------------ |
| فضية      | بطولة أمم الأمريكتين لكرة السلة 2007 |
| ذهبية     | بطولة أمم الأمريكتين لكرة السلة 2011 |

## روابط خارجية
- كارلوس دلفينو على موقع الاتحاد الدولي لكرة السلة (الإنجليزية)
- كارلوس دلفينو على موقع الدوري الأوروبي لكرة السلة (الإنجليزية)
- كارلوس دلفينو على موقع إن بي أي (الإنجليزية)
- كارلوس دلفينو على موقع سبورتس رفرنس (الإنجليزية)
- كارلوس دلفينو على موقع الدوري الإسباني لكرة السلة (الإسبانية)
- كارلوس دلفينو على موقع كرة السلة الأوروبية.كوم (الإنجليزية)
- كارلوس دلفينو على موقع ريلجم (الإنجليزية)
- كارلوس دلفينو على موقع بروبوليرز (الإنجليزية)
- كارلوس دلفينو على موقع سبورتس رفرنس (الإنجليزية)
- كارلوس دلفينو على موقع أوليمبيديا (الإنجليزية)